# Dum Dum Arsenal
O Dum Dum Arsenal era uma instalação militar britânica localizada perto da cidade de Dum Dum na moderna Bengala Ocidental, na Índia.
O arsenal estava no centro da rebelião indiana de 1857, causado em parte por rumores de que os cartuchos de papel para seus rifles por antecarga, que deveriam ser abertos antes do uso (em geral com os dentes), estavam untados com banha de porco (um problema para os muçulmanos) ou gordura de vaca (um problema para os hindus).